# فرديناندو الثالث دوق توسكانا الأكبر
فرديناندو الثالث (6 مايو 1769 - 18 يونيو 1824)، دوق توسكانا الأكبر (1790-1801 ؛ 1814-1824). كما أنه كان أميرا ناخبا وغراندوق لزالتسبورغ (1803-1806) وغراندوق لفورتسبورغ (1806-1814).
ولد فرديناندو في فلورنسا بتوسكانا ابناً للإمبراطور ليوبولد الثاني وزوجته ماريا لويزا ابنة كارلوس الثالث ملك إسبانيا.
لما انتخب والده امبراطورا عام 1790، خلفه فرديناندو كغراندوق لتوسكانا، وحكم توسكانا حتى عام 1801، عندما أضطره نابوليون من خلال معاهدة أرانخوث (1801) إلى فسح المجال لمملكة إتروريا التي أنشأها على سبيل التعويض لآل بوربون-بارما.
فعوض فرديناندو عنها بإعطائه الأراضي المعلمنة من أسقفية زالتسبورغ كدوق أكبر وجُعل أميرا ناخبا في الإمبراطورية الرومانية المقدسة، وهو الدور الذي انتهى مع تفكك الإمبراطورية في عام 1806.
عام 1805 أجبر فرديناندو على تسليم زالتسبورغ كذلك، فوفق على معاهدة بريسبورغ التي ضمها أخوه الأكبر الإمبراطور فرانتس الأول، فجعل فرديناندو غراندوق على فورتسبورغ دولةً جديدةً بدلا من أسقفية فورتسبورغ القديمة.
عام 1814 وبعد سقوط نابليون، أعيد فرديناندو غرانددوقا على توسكانا، ولكن عام 1815 انفصلت دوقية لوكا عن توسكانا، ومرة أخرى كتعويض المؤقت لآل بوربون-بارما (أعيد دمج لوكا في توسكانا في عام 1847).
توفي فرديناندو عام 1824 في فلورنسا وخلفه ابنه ليوبولدو الثاني.